# Djeff
Pour les articles homonymes, voir Jef et Jeff.
Djeff, né en 1975 à Valence, est un artiste plasticien contemporain et un enseignant.

## Parcours artistique
En 1996, il réalise le CD-Rom sur l’œuvre et la fondation de Victor Vasarely. En 2000, il est lauréat créateur numérique de la Fondation Hachette avec Trajectoires , un roman policier interactif et génératif sur le web, co-réalisé avec Jean-Pierre Balpe. Il fonde en 2005 le studio d'entertainment créatif Dekalko pour la production d'œuvres de game art. Parmi ces créations mêlant cinéma, jeu vidéo et art numérique: Video Pong  (2006), Pentapong (2007), intégrée à la collection permanente du Computerspiele Museum de Berlin ou encore Hyper Olympic, détournement du jeu vidéo éponyme permettant au visiteur d'éprouver physiquement le joystick, exposé notamment au Centre Pompidou en septembre 2015.
En 2006,  il crée pour le festival e-Arts de Shangai l'installation interactive Breeze, transformant les corps en jeux d'ombres et de lumières, qu'il présente en 2009 à la FIAF Gallery de New York puis lors de la Nuit blanche d'Amiens en 2010 et dans la cathédrale Sainte-Croix d'Orléans en 2015.
Pour la Nuit blanche de Paris en 2010, il conçoit Réflexion ?!, une production de grande dimension intégrant public, sons et lumières, à l'église Saint-Paul Saint-Louis.
Il réalise sa performance/installation Résolution 37/7, interprétation contemporaine de la charte mondiale pour la nature de l'ONU adoptée en 1982, lors de sa résidence d'été à la Villa Medicis en 2015.
À l'occasion de l'édition 2015 de la Nuit blanche de Paris, il investit l'église Saint-Merry avec Présage (Omen), une œuvre monumentale  réalisée en collaboration avec Monsieur Moo .

## Parcours universitaire
Diplômé d'un master en hypermédia à l'université de Paris VIII et d'un post-diplôme à l'École nationale supérieure des arts décoratifs (ENSAD) de Paris.
Enseignant et responsable numérique au département culture et communication de l’université Paris VIII de 2002 à 2009. En 2009, il intègre Sciences Po Paris en tant que directeur artistique et enseignant en création numérique au collège universitaire. En 2012, il en devient le directeur de la création à la Direction des systèmes d'information.

## Carrière
De 1999 à 2001, co-organisateur et coordinateur du prix Möbius des multimédias.
En septembre 2003, co-commissaire de l’exposition H2PTM : "Créer du sens à l’ère numérique" .
Fondateur et directeur artistique de 2008 à 2010 du Red Star Lab au sein du club de football de Saint-Ouen.
En 2012, il conçoit et développe le programme de résidence courte et d’exposition Nature(s) dont les trois premières éditions se sont déroulées à la fondation Vasarely d'Aix-en-Provence (2012), à Lizières (2013) et à Mains d'œuvres à Saint-Ouen (2015).
En 2014, co-commissaire de l'exposition collective Laps sur la notion du temps intermédiaire pour la Fondation Vasarely d'Aix-en-Provence et dont la seconde édition se tiendra au Carreau de Cergy du 3 octobre au 29 novembre 2015.

## Œuvres (sélection)
- 1999 : Trajectoires
- 2005 : Video Pong
- 2006 : Paris Pong (en collaboration avec Jean-Claude Mocik)[18]
- 2006 : Hyper Olympic[19]
- 2006 : Breeze.
- 2007 : Face Box[20]
- 2010 : Réflexion ?!
- 2014 : Résolution 37/7
- 2015 : Présage (Omen)

## Publications
- 2007 : Interfaces numériques, Éditions Hermès-Lavoisier, 2007.